# Vidfamne

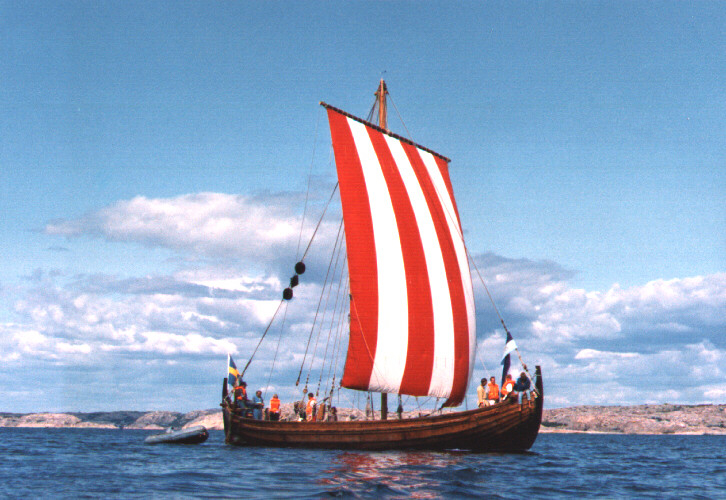
Vidfamne norr om Hönö 1994, samma år som skeppet stod klart

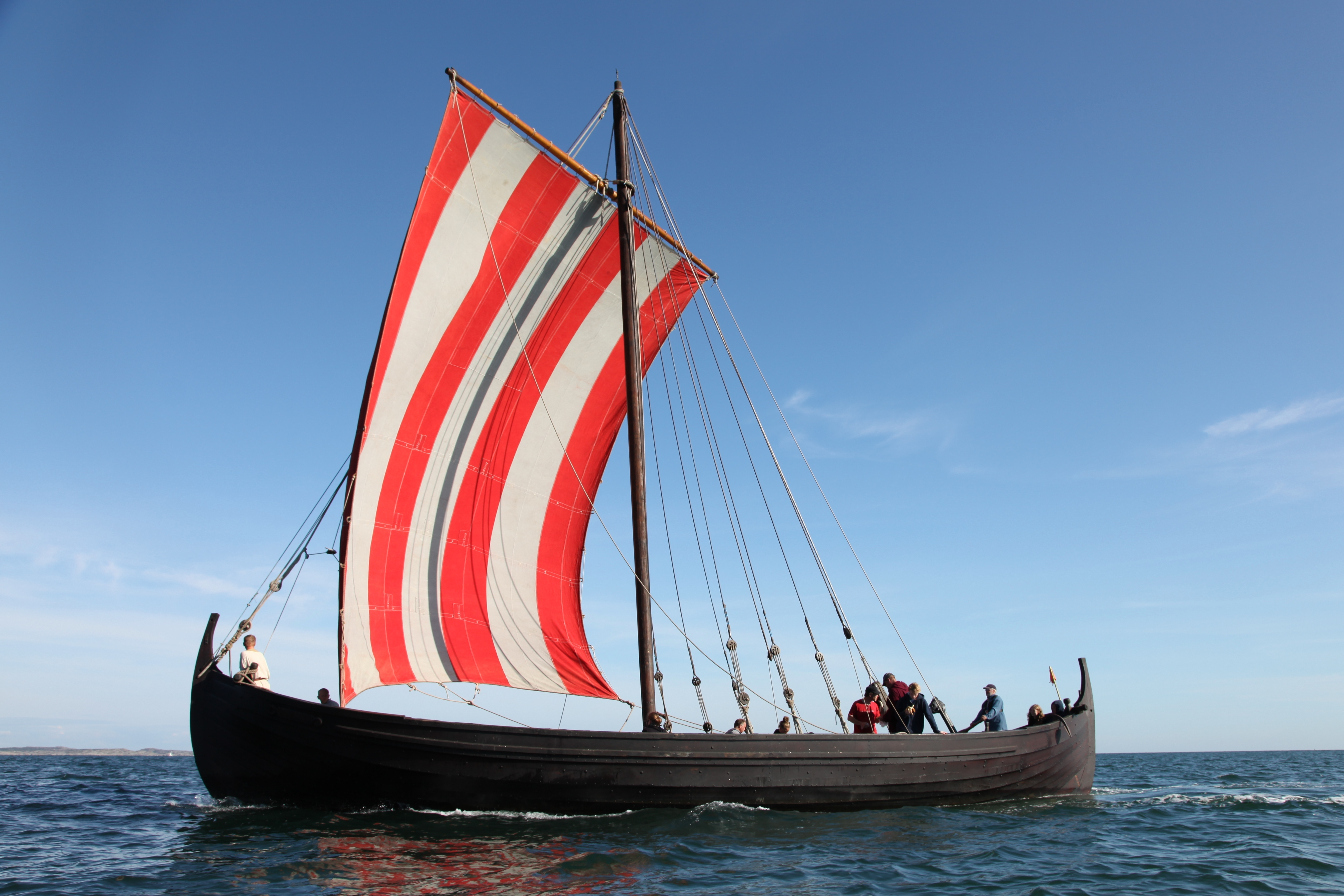
Vidfamne öster om Pater Noster 2011

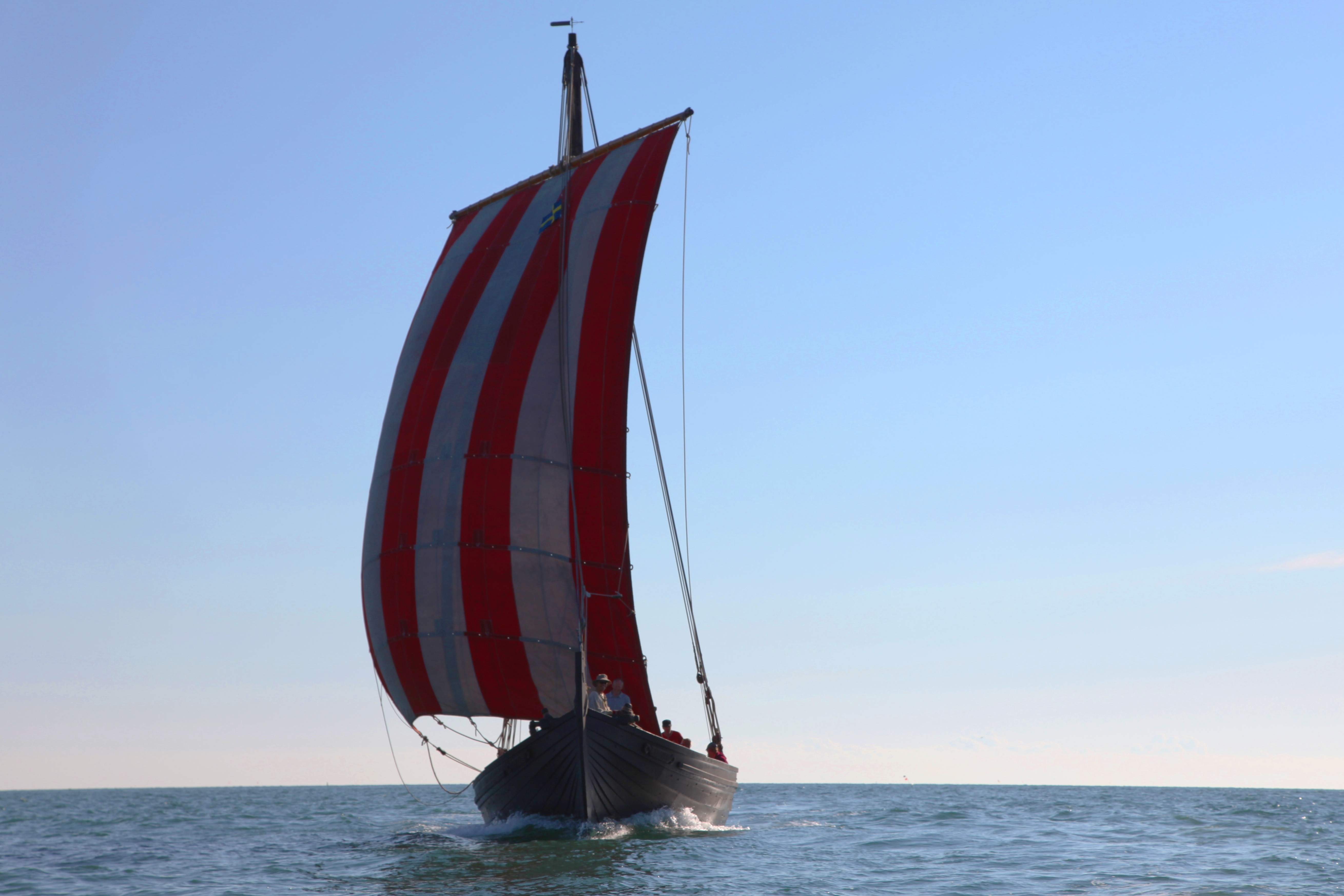
Vidfamne seglar i bidevind för babords halsar, öster om Pater Noster 2011

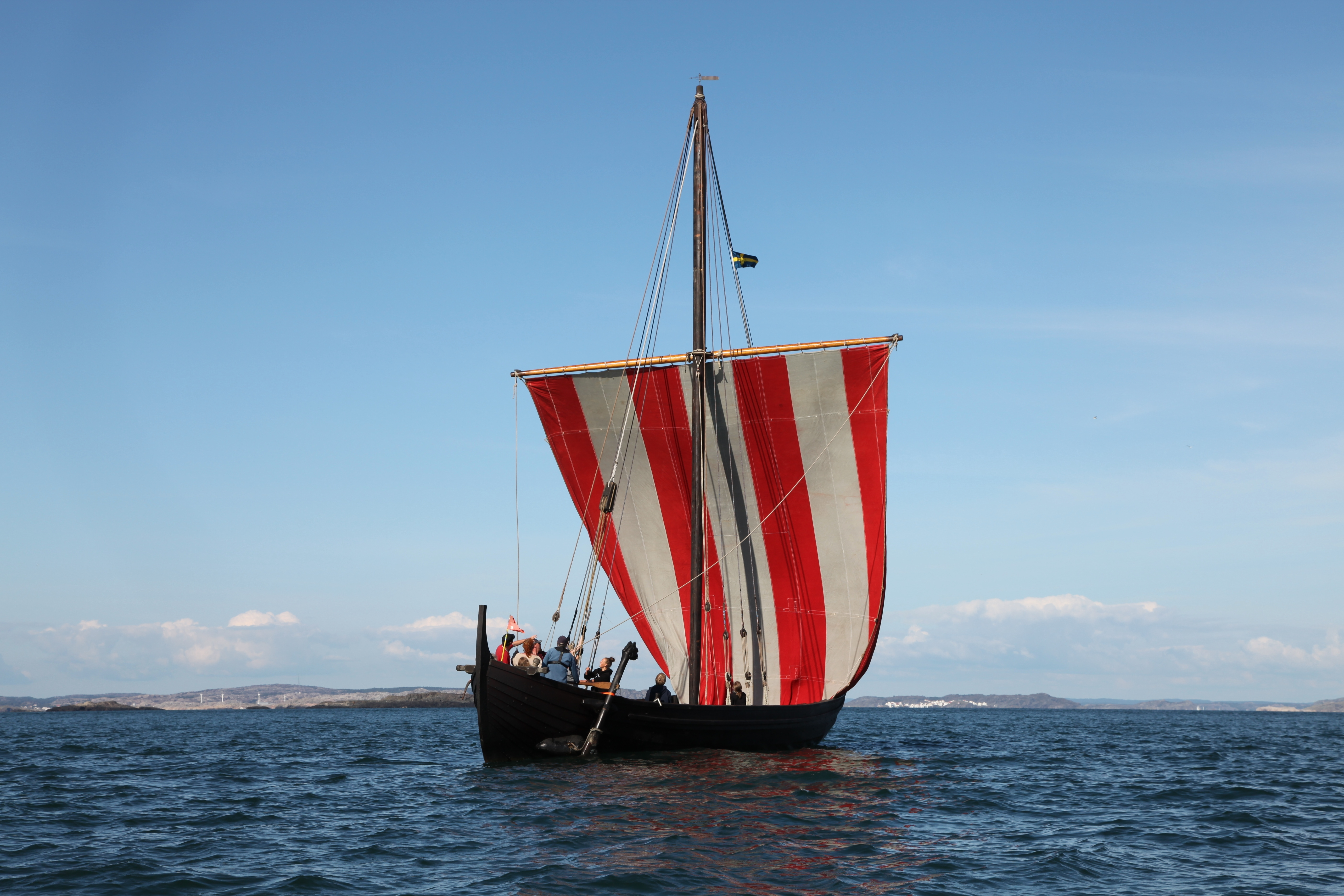
Vidfamne hissar rå, öster om Pater Noster 2011

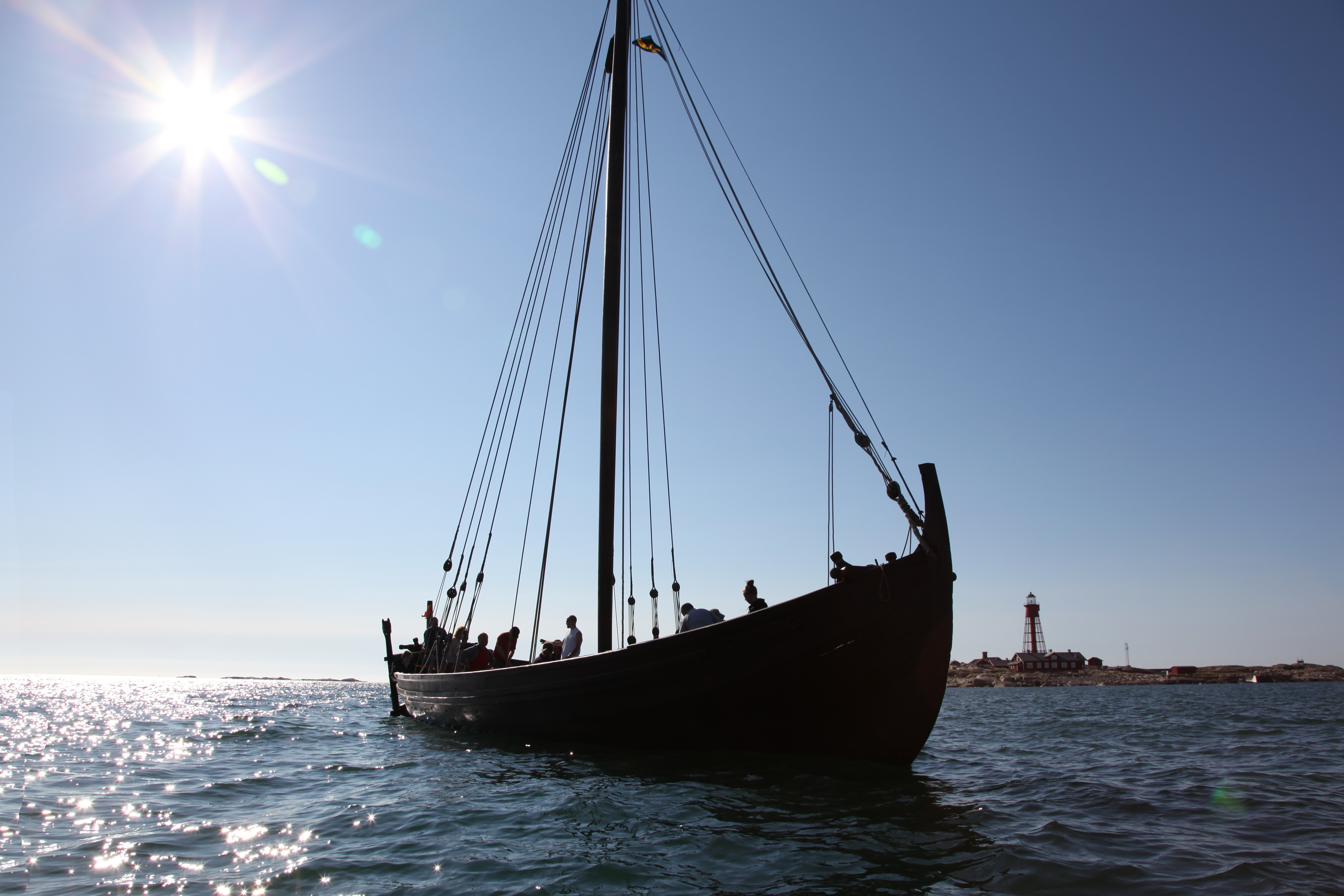
Vidfamne med nedtaget rå och segel, öster om Pater Noster 2011

Vidfamne är en 1991–1994 byggd kopia av Äskekärrsskeppet, en knarr från vikingatiden som hittades i strandleran vid Göta älv 1933. Fartyget har sitt namn efter vikingakungen Ivar Vidfamne. Resterna av den ursprungliga skeppet finns på Göteborgs stadsmuseum.  
Vid flera tillfällen, både vid utgrävningen och senare, har noggranna uppmätningar av Äskekärrsskeppet gjorts. De undersökningar som gjorts av fyndet, visar att det har varit ett sjödugligt skepp. Det användes under många år och seglade sannolikt på de stora haven. Bland annat har man hittat en utbytt del som är 70 år yngre än övriga delar av fartyget.

## Vidfamne
Vidfamne är en knarr, ett handelsskepp med stort lastutrymme. Denna typ av skepp klarar av öppna vatten och har god seglingsförmåga. Det sägs ofta att vikingaskepp bara kan segla på undanvindar, men detta stämmer inte. Vidfamne tar ansenlig höjd, men har samtidigt viss avdrift. Att kryssa är dock inga problem.
- Byggt: 1991-1994
- Längd: 16,3 m
- Bredd: 4,8m
- Djupgående: 1,2 m - med styråra 1,75 m
- Bruttovikt: 19 ton
- Masthöjd:  11,5 m
- Segel: 88 m² råsegel i linne
- Skrov: Ek
- Motor: Två elmoterer med batteridrift för tilläggning
- Åror: 6 par
- Segling: Fart på 11 knop har mätts upp

Vidfamne byggdes, ägs, underhålls och seglas av föreningen Sällskapet Vikingatida Skepp i Göteborg. Vid föreningens grundande 1990 var Äskekärrskeppet det enda fynd av ett vikingaskepp på svensk mark. I början av 1990-talet byggdes en modell av originalfyndet. Lärdomarna från detta kunde sedan användas vid konstruktionen av fullskalekopian Vidfamne. Skeppet byggdes i Göteborg och tog ca två och ett halvt år att färdigställa. Viktigt var att konstruktionen skulle vara så tidsenlig och autentisk som det bara var möjligt genom att, likt originalet, använda genuin ek genom hela konstruktionen. För att ge skrovet maximal styrka mot påfrestningar, har bl.a. spant och knän tillverkats av naturligt formade delar och detaljer från grenar och trädstammar. Viktigt var också att klyva istället för att såga upp virket, för att på så sätt ta vara på fibrernas naturliga styrka. Även de järnnitar som användes var speciellt framtagna för att metallurgiskt stämma överens med de nitar som hittades vid originalfyndet.

## Bildbank
- Vidfamnes sida på Flickr.com

## Äskekärrskeppet
Originalet Äskekärrskeppet hittades 1933 vid Äskekärr i Ale kommun och var fram till nyligen det enda funna vikingatida skeppsfynd som har gjorts på ursprungligen svensk mark. Ytterligare en fartygslämning från vikingatiden har uppdagats och också denna gång i närheten av gården Äskekärr. 
Fyndet gjordes av en ren tillfällighet, då en bonde gjorde utdikning av sin mark. Medel för utgrävningar har dock inte prioriterats från berörda myndigheter och området är nu[när?] hotat då en ny järnväg är under byggande. I samband med sådana byggen måste byggherren bekosta en utgrävning, och man har 2007-2008 funnit järnåldersbyggnader och Sveriges äldsta träföremål men ingen båt. Endast området kring järnvägsbygget har grävts ut.